# Simon Canuel
Pour les articles homonymes, voir Canuel.
Simon Canuel, né le 29 octobre 1767 aux Trois-Moutiers dans la Vienne, mort le 11 mai 1840 à Loudun (Vienne), est un général français de la Révolution et de l’Empire.

## Biographie

### La Révolution
Il entre en service le 3 janvier 1787, comme soldat au régiment de Limousin, et il gagne tous ses grades militaires dans les guerres de la Vendée. Ainsi, de simple officier au 71e régiment d'infanterie qu'il est, il devient tour à tour, grâce à la protection de Rossignol et de Kléber, adjudant-général, adjoint, adjudant-général, général de brigade et général de division. Il se distingue à Doué et à Savenay. Verger-Dubareau et lui commandent une division, renforcée par les grenadiers de Louis Blosse, placée sur le flanc gauche de la bataille de Savenay. Il se fait remarquer alors par une grande exaltation révolutionnaire.
En avril 1796, général en chef, Simon Canuel dirige la pacification d'un mouvement contre-révolutionnaire, en Sancerrois, mené par Phélippeaux. Lors de la reprise de la ville de Sancerre, il commande la colonne de droite, venant de Bourges par Azy.  Sa colonne est composée d'un détachement de la  Garde Nationale de Sancerre, de la gendarmerie du département du Cher et d'un corps de troupes de ligne. 
Le Directoire l'envoie ensuite à Lyon déclaré en état de siège. Fin 1797, Canuel, commandant le département du Rhône dans la 19e division militaire, est démis de ses fonctions pour connivences avec les royalistes et renvoyé aux armées, puis à employer dans une division active. Il en est de même pour son adjudant Perrin, certainement l'adjudant-général Charles Perrein ou Perrin, auparavant à l'armée de Rhin-et-Moselle, accusé de détournements à Rheinfelden (Allemagne) en l'an IV, mis au traitement de réforme puis employé dans la 19e division militaire.

### L'Empire
Napoléon Ier ne juge pas à propos d'employer Canuel dans les armées actives, mais il le fait quand même chevalier de la Légion d'honneur le 16 octobre 1803. En 1804, il prend le commandement de la 2e division militaire à Mézières, et en 1806, celui de la 25e division militaire à Liége, puis il est rayé du cadre des officiers généraux quelque temps après. 
Aussi se montre-t-il des plus empressés à saluer le retour des Bourbons. Il se déclare en 1814 chaud partisan des Bourbons, et le roi Louis XVIII le fait chevalier de Saint-Louis. 
On le voit pendant les Cent-Jours se réfugier parmi les Vendéens insurgés, se placer en 1815 dans les rangs des hommes qu'il a jadis combattus et devenir chef d'état-major du marquis de La Rochejaquelein.

### La Restauration
Louis XVIII confère à Canuel de présider le 20 mars 1816 le conseil de guerre chargé de condamner le général Travot. Son zèle monarchique l'entraîne jusqu'à dénoncer, comme attentatoires à la majesté royale, les mémoires dans lesquels les avocats de l'accusé se bornent à invoquer pour leur client le bénéfice de l'amnistie.
À cette même époque, Lyon revoit Canuel comme gouverneur de la 19e division militaire. Le mouvement insurrectionnel qui éclate alors à Lyon et à Saint-Étienne est excité et dirigé par des agents provocateurs. Canuel réprime avec violence l'insurrection,  livre impitoyablement à la cour prévôtale ceux qui ont eu l'imprudence d'y prendre part, et plusieurs sont condamnés à mort et exécutés. On lui attribue à cette occasion la phrase suivante : « Je me suis mis dans le sang jusqu'à la cheville pour la République, je m'y mettrai jusqu'aux genoux pour le roi. »
En 1817, il est fait baron par Louis XVIII.
Le colonel Charles Nicolas Fabvier, aide de camp du maréchal Marmont, duc de Raguse, chargé par le gouvernement de faire la lumière sur le complot réel ou supposé, et M. Charrier de Sainneville, lieutenant de police de Lyon, dénoncent à l'opinion publique la conduite tenue par Canuel dans ces circonstances. Le général leur intente un procès et le gagne devant les tribunaux, mais l'opinion publique laisse à Canuel la responsabilité de ce système de provocation.

### Fin de carrière
À peu de temps de là, Canuel est même arrêté, compromis dans l'affaire de la conspiration du bord de l'eau, un complot contre Louis XVIII. Cette conspiration est évoquée largement dans le volume LVIII de l'Ambigu, édité à Londres en 1818, par Jean-Gabriel Peltier. Mais, après une ordonnance de non-lieu, il est remis en activité de service et compris dans le nombre des inspecteurs généraux de l'année. Il est fait officier de la Légion d'honneur le 10 juillet 1822.
En 1823, il a le commandement d'une division du 3e corps d'armée en Espagne, et le 4 octobre 1823, il est élevé au grade de commandeur de la Légion d'honneur. Le 4 novembre 1823, il est appelé au commandement de la 21e division militaire à Bourges et nommé grand-officier de la Légion d'honneur le 23 mai 1825. La Révolution de 1830 le trouve dans cette position. Sa radiation définitive du cadre des officiers ne se fait pas attendre. 
Il meurt le 11 mai 1840.

## Publications
- Mémoires sur la guerre de Vendée en 1815, imprimeur Dentu, Paris, 1817.
- Réponse au colonel Favier sur les événements de Lyon, 1818.

## Sources
- Marie-Nicolas Bouillet  et Alexis Chassang (dir.), « Simon Canuel » dans Dictionnaire universel d’histoire et de géographie, 1878 (lire sur Wikisource)
- « Simon Canuel », dans Charles Mullié, Biographie des célébrités militaires des armées de terre et de mer de 1789 à 1850, 1852 [détail de l’édition]
- « Simon Canuel », dans Adolphe Robert et Gaston Cougny, Dictionnaire des parlementaires français, Edgar Bourloton, 1889-1891 [détail de l’édition]
- « Cote LH/420/33 », base Léonore, ministère français de la Culture
- A. Lievyns, Jean Maurice Verdot, Pierre Bégat, Fastes de la Légion-d'honneur, biographie de tous les décorés accompagnée de l'histoire législative et réglementaire de l'ordre, Tome 2, Bureau de l’administration, 1842, 344 p. (lire en ligne), p. 238.
- Simon Canuel « Loudun : histoire civile et religieuse par Auguste Lerosey », page 388.